# Hormoaning
Hormoaning — мини-альбом американской гранж-группы Nirvana, вышедший в 1992 году. Выпущен только в Японии и Австралии во время турне группы по этим странам.

## Об альбоме
Четыре из шести композиций, вошедших в состав EP, являются кавер-версиями, оставшиеся две (за авторством Nirvana) ранее появлялись в качестве би-сайдов к синглам альбома Nevermind.
«Aneurysm» и «Even in His Youth» прежде входили в состав сингла «Smells Like Teen Spirit». Эта версия Aneurysm также появилась на диске 2 бокс-сета With the Lights Out и существенно отличается от той, что была выпущена на Incesticide.
«Turnaround» (кавер на Devo), «Son of a Gun» и «Molly’s Lips» (каверы на The Vaselines) также вошли в состав альбома Incesticide.
«D-7» — кавер-версия песни группы The Wipers, появлялась на британской версии сингла «Lithium», а позднее — на диске 2 бокс-сета With the Lights Out в 2004 году.

## Релиз
1992
В Австралии EP был выпущен тиражом 15 000 копий: 4 000 на 12" виниловых пластинках, 10 000 на CD и 1 000 на магнитофонных кассетах.
В Японии альбом вышел только на CD тиражом около 22 000 копий.
Два релиза полностью отличались по оформлению, в связи с чем австралийская версия считается раритетом. Встречается большое количество подделок австралийских 12" виниловых пластинок и CD. Все виниловые пластинки с обложкой японского издания являются подделками.
2011
Hormoaning был официально переиздан в День музыкального магазина (16 апреля 2011) на 12" виниловых пластинках тиражом 6 000 копий.

## Продажи
В Японии: с 5 февраля 1992, 5 недель, 22 730 копий

## Список композиций
1. «Turnaround» (Devo) — 2:21
2. «Aneurysm» (Кобейн/Nirvana) — 4:49
3. «D-7» (The Wipers) — 3:47
4. «Son of a Gun» (The Vaselines) — 2:50
5. «Even in His Youth» (Кобейн/Nirvana) — 3:07
6. «Molly's Lips» (The Vaselines) — 1:53

## Участники записи
- Курт Кобейн — гитара, вокал
- Дейв Грол — ударные, вокал
- Крис Новоселич — бас-гитара, вокал
- Дейл Гриффин — продюсер (треки 1, 3, 4, 6)
- Майк Энглс — звукорежиссёр (треки 1, 3, 4, 6)
- Фред Кей — звукорежиссёр (треки 1, 3, 4, 6)
- Крейг Монтгомери — продюсер, звукорежиссёр (треки 2, 5)
- Энди Уоллес — сведение (треки 2, 5)

## Позиции в чартах
| Год  | Чарт                             | Позиция |
| ---- | -------------------------------- | ------- |
| 1992 | Official Australian Albums Chart | 2       |
| 1992 | Official Japanese Albums Chart   | 67      |